# Travaillan
 Travaillan  es una población y comuna francesa, en la región de Provenza-Alpes-Costa Azul, departamento de Vaucluse, en el distrito de Aviñón y cantón de Orange-Est.
Está integrada en la Communauté de communes Aygues Ouvèze en Provence.

## Demografía
| 406 | 445 | 510 | 528 | 623 | 676 |
| Para los censos de 1962 a 1999 la población legal corresponde a la población sin duplicidades (Fuente: INSEE [Consultar]) |     |     |     |     |     |